# Колонизация (биология)
Колонизация — в биологии это процесс, в котором виды живых организмов осваивают новую территорию или район.

## Примеры колонизаций
Птицы:
- колонизация Нового Света египетской цаплей;
- кольчатая горлица колонизировала запад Европы;
- колонизация Британии малой белой цаплей;
- колонизация восточного берега Северной Америки блестящим малым трупиалом.

Стрекозы:
- колонизация Великобритании стрекозой вида Erythromma viridulum.

Бабочки:
- колонизация Великобритании сосновой пяденицей.